# Женщина убивает раненого мужчину
Женщина убивает раненого мужчину (норв. Kvinne dreper skadet mann) — картина норвежского художника Одда Нердрума, созданная в 1994 году. На картине изображён мужчина, на которого нападает женщина, вооружённая ножом.

## Критика
Картина была принята на Осеннюю выставку 1994 года. Искусствовед Ян Коккин отметил характерный стиль работы Одда Нердрума, но также добавил, что она «несколько анатомически сомнительна, с искусственно выступающим правым плечом мужчины». И Коккин, и Харальд Флор отметили симбиоз между работами Нердрума и фотоработой Томаса Сенгера «Персона».
После длительных переговоров с агентом Нердрума в 1996 году картина была куплена Музеем современного искусства Аструп-Фернли в Осло вместе с картиной Нердрума «Странник имитирует облако» 1990 года. Затем они были выставлены как часть коллекции избранных работ. Картина до сих пор находится в коллекции музея Аструп-Фернли.

## Описание
На фоне тёмного каменистого прибрежного пейзажа обнажённый мужчина с открытым ртом и искривлёнными руками стремительно падает на землю. Обнажённая женщина, вооружённая ножом, висит в воздухе, падая на мужчину или цепляясь за его ногу. На заднем плане справа находятся ещё три человека, которые наблюдают за двумя на переднем плане.

## Анализ
Тема смертельной схватки мужчины и женщины повторяется в нескольких картинах Нердрума 1990-х годов, например, в картине «Похороненный заживо» 1996 года. В своей книге 1998 года «Одд Нердрум: рассказчик и самораскрыватель» историк искусства и исследователь Нердрума Ян Оке Петтерссон интерпретирует «Женщину, убивающую раненого мужчину», рассматривая её как личный кризис, который пережил Нердрум. В середине 1980-х у Нердрума были отношения со студенткой. Ради неё он оставил свою семью, но получил отказ, когда её приняли в Норвежскую национальную академию изящных искусств. В ответ Нердрум пришёл к ней домой и изрезал подаренные ей картины. По словам Петтерссона, этот эпизод также отражён в таких картинах, как «Женщина с рыбой», «Человек с камнем» и «Человек, укушенный змеёй».